# 14056 Kainar
14056 Kainar (1996 AO1) là một tiểu hành tinh vành đai chính.